# Friera de Valverde (kommunhuvudort)
Friera de Valverde är en kommunhuvudort i Spanien.   Den ligger i provinsen Provincia de Zamora och regionen Kastilien och Leon, i den nordvästra delen av landet, 240 km nordväst om huvudstaden Madrid. Friera de Valverde ligger 721 meter över havet och antalet invånare är 240.
Terrängen runt Friera de Valverde är huvudsakligen platt, men åt sydväst är den kuperad. Runt Friera de Valverde är det glesbefolkat, med 10 invånare per kvadratkilometer. Närmaste större samhälle är Benavente, 16,8 km nordost om Friera de Valverde. Trakten runt Friera de Valverde består till största delen av jordbruksmark.